# Aqueduc de l'Anio Vetus
L'aqueduc de l'Anio Vetus ou aqueduc du Vieil Anio (en latin : Aqua Anio Vetus) est le deuxième aqueduc de Rome dont la construction débute en 272 av. J.-C., quarante ans après celle de l'aqueduc de l'Aqua Appia. La longueur de ce nouveau projet, de 63,7 km, est considérablement plus grande que celle de l'Aqua Appia, de 16,6 km.

## Histoire
La construction commence sous le deuxième consulat de Lucius Papirius Cursor et Spurius Carvilius Maximus, en 272 av. J.-C., peu après la fin de la troisième guerre samnite et de la guerre contre les Sabins en 290 av. J.-C., quelques années seulement après la guerre de Pyrrhus en Italie en 275 av. J.-C. Les contrats pour la mise en chantier sont mis en adjudication par les censeurs Manius Curius Dentatus et Lucius Papirius Praetextatus qui financent la construction grâce au butin réuni après la victoire contre Pyrrhus,. Le Sénat impose une durée de deux ans pour achever les travaux de construction. Il instaure par décret un duumvirat composé de Manius Curius Dentatus et du tribun de la plèbe Marcus Fulvius Flaccus. Le censeur meurt cinq jours plus tard et Flaccus profite seul du prestige de terminer l'ouvrage en 269 av. J.-C..
Selon Tite-Live, au début du IIe siècle av. J.-C., la quantité d'eau délivrée à Rome est devenue insuffisante, ce qui pousse en 184 av. J.-C. le censeur Caton l'Ancien à prendre des mesures d'urgence pour une meilleure répartition de l'eau, en faisant retirer les conduites illégales et en supprimant l'approvisionnement aux particuliers.
L'aqueduc est plusieurs fois restauré, notamment par Quintus Marcius Rex, en 144 av. J.-C. puis par Agrippa en 33 av. J.-C. et Auguste à la suite d'un rapport des consuls Quintus Aelius Tubero et Paullus Fabius Maximus entre 11 et 4 av. J.-C. Plusieurs cippes datant de cette dernière restauration ont été mis au jour,. Lors de la construction de l'aqueduc de l'Anio Novus durant les règnes de Caligula et de Claude, l'aqueduc républicain acquiert le nom de Vetus.

## Description

### Les sources captées
L'Anio Vetus capte son eau directement dans le cours de la rivière Anio, en amont de Tibur, sur la rive gauche face à la cité de Varia (près de l'actuel pont de Vicovaro), à une altitude de 261,57 mètres, 850 mètres en amont des gorges de San Cosimato. La rivière Anio, bien que provenant d'un lac où l'eau est très claire, se trouble souvent, même par beau temps, à cause de ses rives friables, aussi bien en hiver qu'en été. L'eau de la rivière ne s'engouffre pas directement dans le specus de l'aqueduc. Un bassin est aménagé sur la rive, qui peut servir de première phase de décantation, et un mécanisme de fermeture permet de ne laisser entrer que l'eau nécessaire au fonctionnement de l'aqueduc. Il devait être possible de couper l'arrivée d'eau lors des opérations de maintenance.

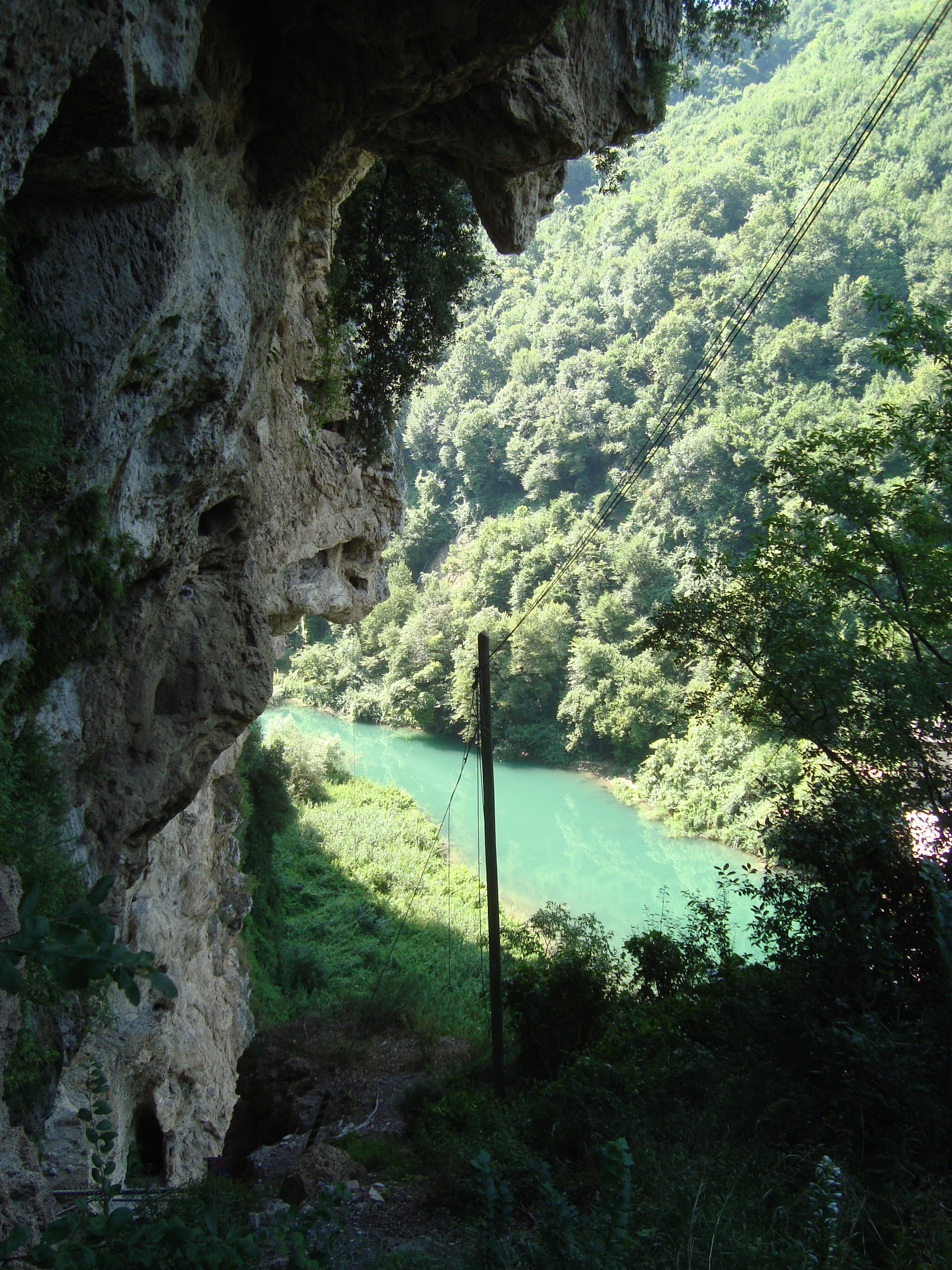
Paroi des gorges de l'Anio près du couvent San Cosimato.
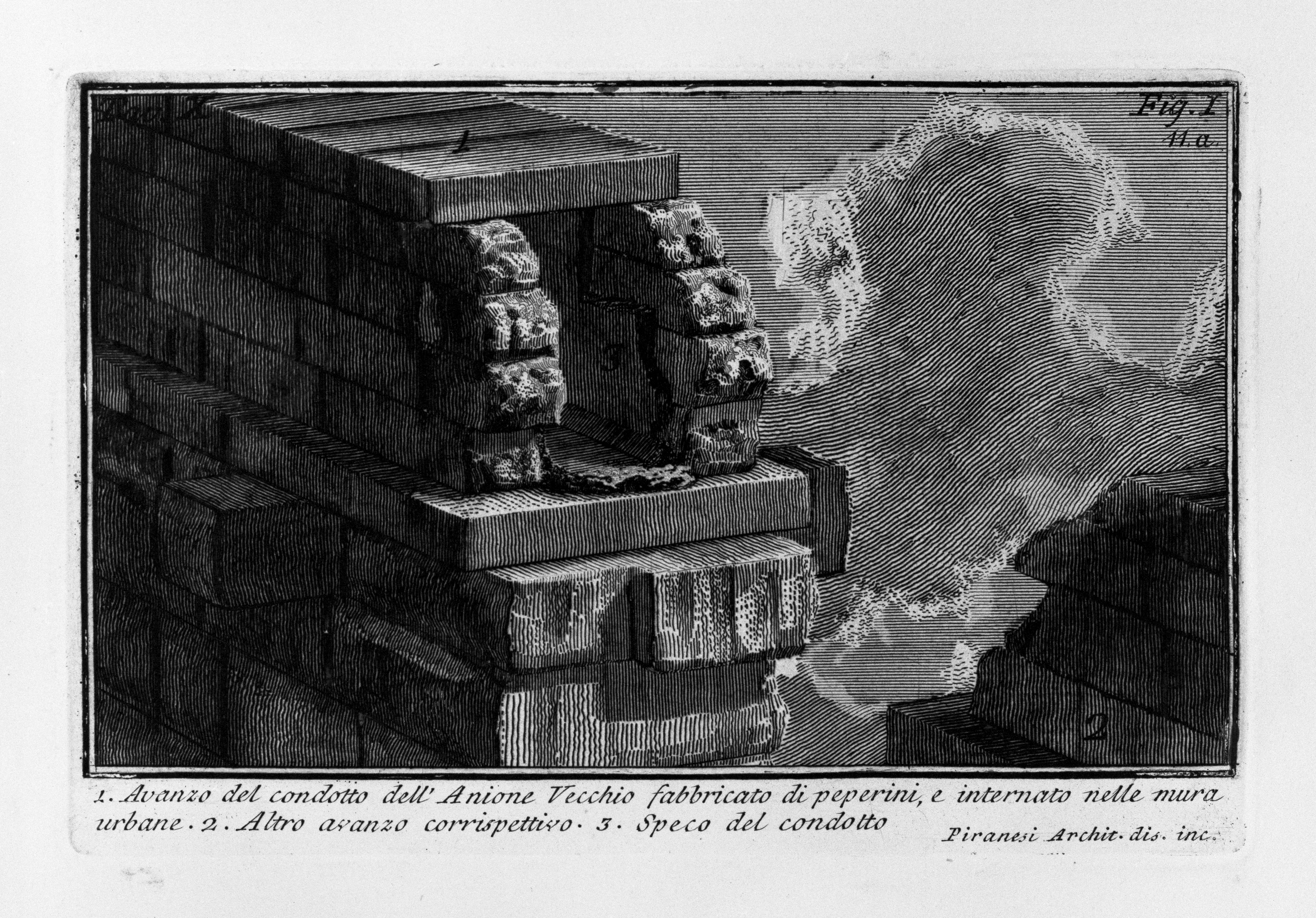
Specus de l'Anio Vetus d'après Piranèse.

### Parcours hors de Rome

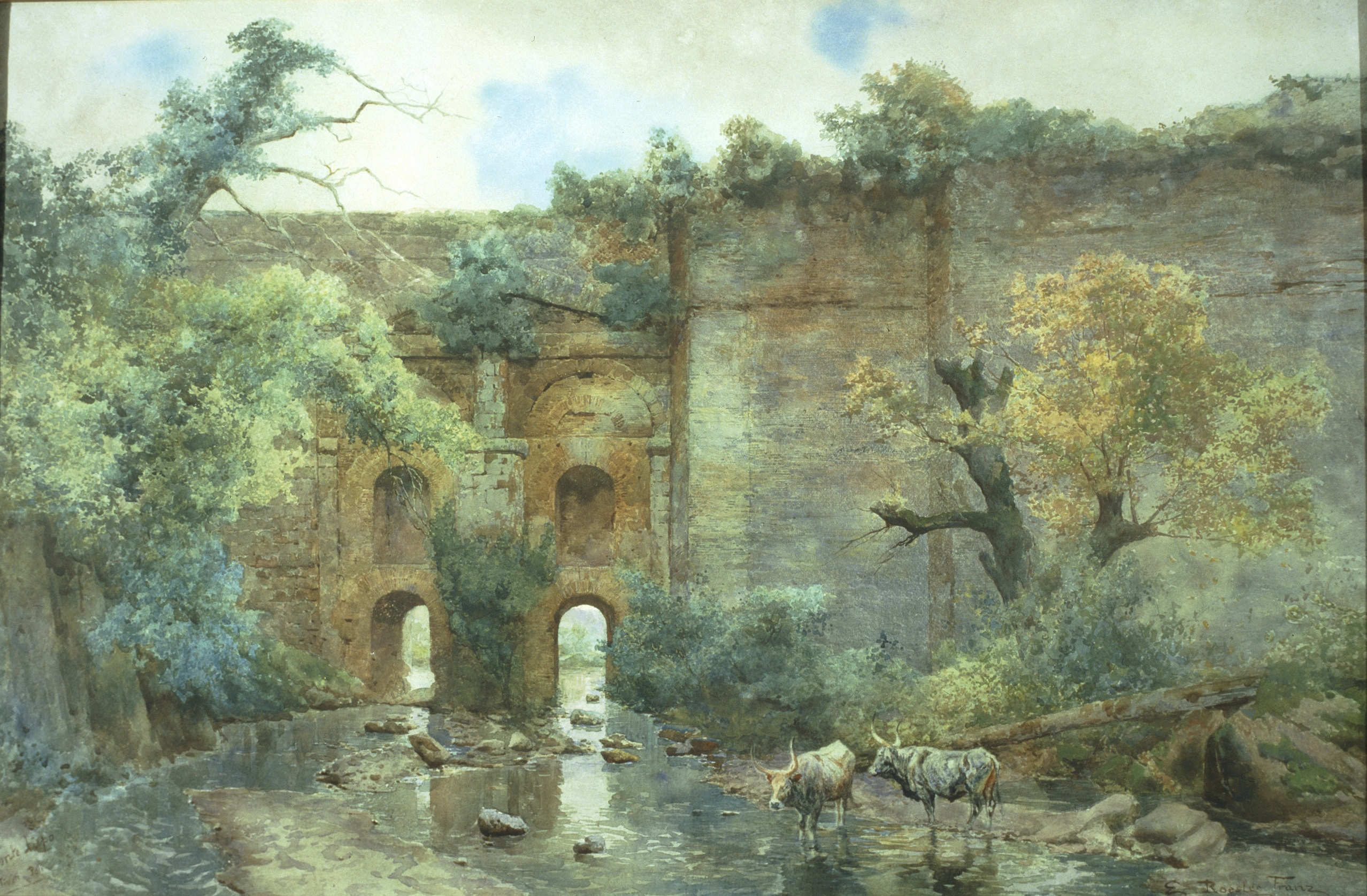
Ettore Roesler Franz, Ponte Lupo, 1898. Structure ajoutée à l'époque d'Hadrien pour permettre à l'aqueduc de franchir un vallon près de l'actuelle Gallicano nel Lazio.

Depuis sa source, l'aqueduc longe la voie Valérienne et l'Anio jusqu'à Tibur où une branche secondaire dévie une partie de l'eau pour approvisionner les Tiburtins. Le canal croise la Via Praenaestina à hauteur de Gabies puis la Via Labicana, passant près de la ville antique de Labicum. Il suit ensuite la Via Latina et rejoint Rome ad Spes Veterem, zone plus tard occupée par la Porte Majeure.
Comme pour l'Aqua Appia, les ingénieurs s'inspirent des techniques de construction étrusques, notamment de leurs réseaux de drainage. Toutefois, le projet de l'Anio Vetus se révèle plus complexe et plus abouti que le précédent. Il est beaucoup plus long, estimé à 63,7 km (43 000 pas) par Frontin au Ier siècle, dont seulement 300 m sur arcades. L'aqueduc est donc presque entièrement souterrain, peut-être pour des raisons stratégiques, afin d'empêcher que des armées ennemies ne puissent couper l'approvisionnement en eau lors de guerres encore fréquentes contre les peuples italiques voisins. Avec les progrès techniques, certains tronçons de l'aqueduc ont été remplacés par des passages sur murs de soutènement ou sur arcades, notamment les structures connues sous le nom de Ponte Lupo et de Ponte della Mola construites sous Hadrien. Ce dernier passage sur arcade, long de 155 mètres pour une hauteur maximale de 24,5 mètres, permet au canal de franchir une vallée qu'il devait à l'origine contourner en suivant les lignes de niveaux. Contrairement à l'Aqua Appia, l'Anio Vetus est équipé d'une piscine épuratoire (piscina limaria), même si ce dispositif n'est pas suffisant pour améliorer significativement la qualité de l'eau.

### Parcours dans Rome
L'aqueduc se scinde en deux canaux environ 1 500 mètres avant de dépasser la Porte Majeure, dans la zone aujourd'hui occupée par le quartier du Pigneto. Un canal secondaire, le Specus Octavianus, se dirige vers le sud suivant la Via Casilina jusqu'aux environs d'une Via Nova (in regionem Viae Novae). Son eau est distribuée au niveau des Horti Asiniani, jardins dont la localisation est incertaine. Le canal principal traverse quant à lui l'Esquilin sous terre, se dirige vers la Porte Viminale, longeant la zone actuellement occupée par la gare de Rome-Termini, mais tourne vers l'ouest avant de l'atteindre, franchit le fossé (fossa aggeris) et le mur servien puis bifurque vers le sud pour achever sa course au niveau de la Porte Esquiline.

## Fonction

### Usage
L'aqueduc de l'Anio Vetus étant un des plus bas de Rome, son eau ne se mélange pas aux autres et ainsi ne risque pas de diminuer leur qualité, contrairement à l'aqueduc Anio Novus qui capte également l'eau trouble de la rivière, dont le cours fusionne parfois avec ceux des autres aqueducs, faisant perdre à leurs eaux leur clarté. Après les réformes de Frontin, à la suite d'une décision de l'empereur Nerva, la qualité de l’eau est jugée si mauvaise qu'elle n'est plus employée que pour arroser les jardins et pour les autres usages ne nécessitant pas une eau propre,.
Selon les registres auxquels a accès Frontin, l'aqueduc délivre 1 441 quinaires mais le curateur ne mesure que 1 348 quinaires. Des mesures effectuées à la source montrent que la capacité de l'aqueduc est de 4 398 quinaires, alors qu'il n'y a plus qu'un débit de 2 362 quinaires dans la piscine épuratoire et seulement 1 348 quinaires sont ensuite distribués. Même en ajoutant les 164 quinaires provenant de l'aqueduc de l'Aqua Marcia, la différence entre la quantité distribuée et la quantité captée est très importante. Lors de ses inspections, Frontin découvre de nombreux détournements frauduleux expliquant de telles différences. La situation est rétablie à l'issue de sa curatelle.

### Distribution
À partir de son terminus, des conduites distribuent l'eau de l'aqueduc dans quasiment toute la ville : les regiones VIII et IX, déjà desservie par l'Aqua Appia, signe que ces quartiers connaissent une forte croissance entrainant une plus grande demande en eau, et les regiones III, IV, V, VI, VII, XII et XIV, par l'intermédiaire de 35 châteaux d'eau (castella). Pour parvenir jusqu'à la rive droite du Tibre, les conduites devaient emprunter le Pont Æmilius, comme c'est le cas pour l'Aqua Appia après une extension du réseau par Agrippa. Les régions qui ne sont pas desservies sont trop élevées, comme le Caelius, le Palatin et l'Aventin, l'aqueduc étant assez bas en altitude à son arrivée à Rome, la pression est insuffisante.
| Hors de Rome (extra urbem) | Hors de Rome (extra urbem) | Dans Rome (in urbe) | Dans Rome (in urbe)  | Dans Rome (in urbe) | Dans Rome (in urbe) | Dans Rome (in urbe)           | Dans Rome (in urbe)           | Dans Rome (in urbe)             | Dans Rome (in urbe)           |
| -------------------------- | -------------------------- | ------------------- | -------------------- | ------------------- | ------------------- | ----------------------------- | ----------------------------- | ------------------------------- | ----------------------------- |
| Concession impériale       | Usage privé                | Nombre de castella  | Concession impériale | Usage privé         | Usage public        | Répartition de l'usage public | Répartition de l'usage public | Répartition de l'usage public   | Répartition de l'usage public |
| Concession impériale       | Usage privé                | Nombre de castella  | Concession impériale | Usage privé         | Usage public        | Camps                         | Établissements et ateliers    | Lieux de spectacle              | Bassins                       |
| 104 (8%)                   | 404 (30%)                  | 35                  | 60 (4%)              | 490 (36%)           | 552 (41%)           | 50 (9%) (1 camp)              | 196 (36%) (19 établissements) | 88 (16%) (9 lieux de spectacle) | 218 (39%) (94 bassins)        |

## Conversions
- La quinaire (quineria) est un « module de mesure des eaux » correspondant à un tuyau d'un diamètre de cinq quarts de doigts (2,3 cm) qui sert de référence pour évaluer le débit d'eau circulant dans un conduit depuis le Ier siècle av. J.-C., ce module ayant été introduit par Vitruve ou Agrippa[a 14]. La manière dont les ingénieurs romains convertissent le débit de l'eau pour l'exprimer en un diamètre de tuyau n'est pas bien établie, aussi plusieurs conversions en mètres cubes journaliers ont été proposées, allant de 32,8 à 40,6 m3/jour[10] ;
- le pas romain (gradus) vaut 0,741 mètre, 1,482 mètre si on compte en double pas (passus) ;
- le mille romain (milliarium) vaut 1 482 mètres, soit mille double pas.